# El Ejército Rojo
El Ejército Rojo es una compañía discográfica española, con sede en Granada, fundada por el líder de Los Planetas Juan Ramón Rodríguez Cervilla, más conocido como Jota. El sello toma su nombre del Ejército Rojo, las fuerzas armadas organizadas por los bolcheviques durante la Guerra Civil Rusa en 1918.

## Discografía
Hasta la fecha han publicado los siguientes discos:
- Airbag - Ensamble cohetes (CD, 2003, distribuido por BMG Music Spain. Reeditado en 2008 en CD y en vinilo por Wild Punk Records).
- Airbag - Mafia rusa en la Costa del Sol (sencillo en CD promocional, 2003,distribuido por BMG Music Spain)
- Sr. Chinarro - El fuego amigo (CD, 2005, distribuido por BMG Music Spain. Reeditado en 2007 por Mushroom Pillow).
- Beef - Victoria Principal (CD, 2006).
- Beef - La transición (sencillo en CD, 2006).
- La Cultural Solynieve - La Cultural Solynieve interpreta el bonito folklore de Montero Castillo y Aguirre Suárez y otros extraordinarios artistas (sencillo en CD, 2006)
- Grupo de Expertos Solynieve - Alegato meridional (CD, 2006).
- Máscara - Imaginarium (CD, diciembre de 2006, editado en el marco del proyecto Arte y Creación de la Junta de Andalucía).
- Luis Arronte - Sólo ida (CD, 9 de abril de 2007).
- La Estrella de David - La Estrella de David (CD, 12 de noviembre de 2007).
- Martín - La vida en general (CD, 26 de noviembre de 2007).
- Grupo de Expertos Solynieve - Antiguo y nuevo (ep en vinilo, 14 de julio de 2008, editado dentro del programa Artist Network Program de RVCA).
- Los Planetas - Super 8 (2011, reedición en vinilo, limitada a 500 copias, del álbum publicado en 1994 por RCA - BMG).[1]
- Los Planetas - Pop (2011, reedición en vinilo, limitada a 500 copias, del álbum publicado en 1994 por RCA - BMG).[1]
- Los Planetas - Una semana en el motor de un autobús (2011, edición en vinilo, limitada a 500 copias, del álbum publicado en 1998 por RCA - BMG).[1]
- Los Planetas - Unidad de desplazamiento (2011, edición en vinilo, limitada a 500 copias, del álbum publicado en 2000 por RCA - BMG).[2]
- Los Planetas - Encuentros con entidades (2011, edición en vinilo, limitada a 500 copias, del álbum publicado en 2002 por RCA - BMG).[2]
- Los Planetas - Los Planetas contra la ley de la gravedad (2011, edición en vinilo, limitada a 500 copias, del álbum publicado en 2004 por RCA - BMG).[2]
- Grupo de Expertos Solynieve - El eje de la Tierra (CD, vinilo y descarga digital, 2012).
- Los Evangelistas - Homenaje a Morente (CD, vinilo y descarga digital, 2012, distribuido por Octubre).
- Pájaro Jack - Vuelve el bien. Partes I y II (14 de febrero de 2015, editado junto a El Volcán Música).
- Éter - Ondas de calor (editado junto a Ondas del Espacio, 2016).[3]
- Los Planetas - Espíritu olímpico (sencillo en CD y vinilo de 7 pulgadas, 27 de enero de 2017, editado junto a El Volcán Música).
- Los Planetas - Zona temporalmente autónoma (CD y vinilo, 24 de marzo de 2017, editado junto a El Volcán Música).
- Apartamentos Acapulco - Nuevos testamentos (vinilo, 22 de abril de 2017, editado junto a El Volcán Música).[4]
- Apartamentos Acapulco - Las cuatro esquinas (vinilo 7", 2018, editado junto a El Volcán Música).[5]
- Los Planetas - Hierro y níquel 18 (vinilo de 7 pulgadas, 21 de abril de 2018)
- Los Planetas - Spotify Live ep (ep digital, 25 de mayo de 2018, editado junto a Spotify).
- Unidad y Armonía - Uno de estos días (2018).[6]
- Los Planetas - Ijtihad (vinilo de 10 pulgadas, 21 de diciembre de 2018).
- Fuerza nueva - Los campanilleros (sencillo digital, 3 de enero de 2019).
- Apartamentos Acapulco / Bestia Bebé - De Figares a Boedo (split single en vinilo de 10 pulgadas, 25 de enero de 2019).
- Fuerza nueva - Santo Dios (sencillo digital, 28 de febrero de 2019).
- Checopolaco - Tres pasos (vinilo y CD, 8 de febrero de 2019).
- Apartamentos Acapulco  - El resto del mundo (1 de marzo de 2019).
- Los Planetas - Santos que yo te pinte (directo) (sencillo digital, 29 de marzo de 2019, sencillo de 7 pulgadas 14 de junio de 2019).
- Los Planetas - Eterna Lucha (Himno para el ascenso del Granada) (junto a Lori Meyers, Grupo de Expertos Solynieve, Niño de Elche y Apartamentos Acapulco) (sencillo digital, 2019).
- Fuerza nueva - La cruz (sencillo digital, 14 de abril de 2019).
- Fuerza nueva - Una, glande y libre (sencillo digital, 18 de julio de 2019).
- Fuerza nueva - Una, grande y libre (sencillo de 7 pulgadas, 6 de septiembre de 2019).
- Fuerza nueva - Canción para los obreros de Seat (sencillo digital, 11 de septiembre de 2019).
- Fuerza nueva - El novio de la muerte (sencillo digital, 20 de septiembre de 2019).
- Fuerza nueva - Fuerza nueva (vinilo y CD, 12 de octubre de 2019).
- Checopolaco - La paliza (sencillo digital, enero de 2020).
- Fuerza nueva - El sol (sencillo digital, 10 de abril de 2020).
- Fuerza nueva - La rosa (sencillo de 7 pulgadas, 21 de junio de 2020).
- Los Planetas - La nueva normalidad (sencillo digital 17 de julio de 2020, sencillo de 7 pulgadas 9 de abril de 2021).
- Los Planetas - Navidad de reserva (sencillo digital, 25 de diciembre de 2020).
- Los Planetas - El negacionista (sencillo digital, 1 de enero de 2021).
- Los Planetas - El rey de España (sencillo digital, 19 de febrero de 2021, sencillo de 7 pulgadas 21 de mayo de 2021).
- Los Planetas - El antiplanetismo (sencillo digital, 9 de abril de 2021, sencillo de 7 pulgadas 2 de julio de 2021).
- Los Planetas - Las canciones del agua (vinilo y CD, 21 de enero de 2022).
- Los Planetas - Se quiere venir (sencillo de 7 pulgadas 27 de mayo de 2022).
- J - Natalia dice / Arrebato (un buen día para Iván) (sencillo de 7 pulgadas 9 de diciembre de 2022).
- Florent y Yo - Aquí paz y gloria (sencillo digital, 18 de enero de 2023).
- Florent y Yo - Rumba de mi estado de alarma / Respuestas equivocadas (sencillo de 7 pulgadas, 24 de febrero de 2023).
- Florent y Yo - La cueva de mis fracasos (digital, 18 de abril de 2023).
- Florent y Yo - Florent y yo (vinilo y digital, 5 de mayo de 2023).
- J - Tormenta eléctrica / Película de plata (sencillo de 7 pulgadas, 30 de junio de 2023).
- J - Era una flecha (sencillo digital, 27 de septiembre de 2023).
- J - Plena pausa (cd + DVD, vinilo + DVD, 29 de septiembre de 2023).
- J - Dueña / 107 Faunos - Aeronostalgia (sencillo de 7 pulgadas, 8 de noviembre de 2024).

## Distribución
La distribución corrió a cargo del sello PIAS Spain hasta 2011. A partir de entonces lo hace Sony Music Entertainment España.